# Геврик Григорій Федорович
Григорій Федорович Геврик (30 листопада 1925, місто Дрогобич, тепер Львівської області — 29 березня 1945, тепер Чехія) — військовик-кулеметник, Герой Радянського Союзу (29.06.1945).

## Життєпис
Народився 30 листопада 1925 року в Дрогобичі (нині Львівська область) в родині робітників, де був наймолодшим із семи дітей. У 1938 році закінчив 5 класів Дрогобицької початкової школи імені Г. Пірамовича на вулиці Зварицькій.
З вересня 1944 року в Радянській армії, учасник німецько-радянської війни. Воював у складі кулеметного відділення 330-го гвардійського стрілецького полку 129-ї гвардійської стрілецької дивізії 1-ї гвардійської армії 4-го Українського фронту. Вперше проявив себе в боях за Карпатський перевал у Буковсько (Чехія) 7-8 жовтня 1944 року. 7 листопада 1944 року поранений в ногу. Перебував на лікуванні. Поїхав у відпустку до Дрогобича, де з 20 по 22 грудня 1944 року був делегатом Першого Дрогобицького обласного селянського з'їзду від 4-го Українського фронту. У грудні 1944 року отримав звання молодшого сержанта.
На початку 1945 року, командир відділення станкових кулеметів 330-го гвардійського стрілецького полку (129-та гвардійська стрілецька дивізія, 1-ша гвардійська армія, 4-й Український фронт) гвардії молодший сержант Геврик, вогнем із кулемета наніс великих втрат живій силі гітлерівців: 23 січня 1945 біля населеного пункту Гадзи (на захід від м. Стара Любовня, Польща) та 28 січня біля села Лапше-Вишнє (Польща).
8 лютого 1945 року у лісі за 8 км на південний-захід від села Ліпниця-Велика німці пробрались у тил радянських підрозділів і намагались атакувати батальйон у якому знаходився Григорій Геврик. Підпустивши німців на 15-20 метрів Геврик відкрив по ним вогонь, знищивши до шести десятків гітлерівці.
9 лютого 1945 року, німці відрізали кулеметний розрахунок Геврика з групою бійців у 10 чоловік від головних сил полку. Три дні вів самостійний нерівний бій з переважаючими силами противника, відбиваючи численні атаки і знищивши при цьому до п'яти десятків гітлерівців. Успішно пробився через німецьку оборону до радянських підрозділів винісши на собі свій кулемет.
23 лютого 1945 року з'явилося клопотання командира 330-го гвардійського стрілецького полку полковника Кантарія про присвоєння звання Героя СРСР Григорію Геврику, 8 травня 1945 року клопотання підписав командувач 1-ї гвардійської армії генерал А. Гречко.
Григорій Геврик загинув у бою 29 березня 1945 року біля міста Фрідштадт / Карвіна (Чехія). Похований у станції Прухуна, в 1952 році перепохований в місті Бельсько-Бяла (Польща).

Погруддя Григорія Геврика у Дрогобичі на вул. Горішня Брама

## Звання та нагороди
29 червня 1945 року Григорію Федоровичу Геврику присвоєно посмертно звання Героя Радянського Союзу.
Також нагороджений:
- орденом Леніна (29.06.1945)
- орденом Слави 2-го ступеня (20.12.1944)
- орденом Слави 3-го ступеня (23.10.1944)
- медалями

## Вшанування пам'яті
У 1970 році в Дрогобичі встановлено пам'ятник Григорію Геврику на розі вулиць Горішньої Брами та Завіжної. Влітку 2023 року було декомунізовано напис на постаменті. В ніч на 20 серпня 2023 року пам'ятник було повалено невідомими.
З 1970 по 2015 рік у місті Дрогобичі також стояв бюст Геврику на вулиці Зварицькій, 92, навпроти старої школи № 5, в якій він навчався.

## Цікаві факти
Серед багатьох земляків Г. Ф. Геврика прийнято вважати що він спочатку був легіонером дивізії «Галичина». Проте пізніше, щоб уникнути переслідувань вимушений був перейти на бік РСЧА.